# Comunitat d'aglomeració de l'Étampois Sud-Essonne
La Comunitat d'aglomeració de l'Étampois Sud-Essonne (en francès: communauté d'agglomération de l'Étampois Sud-Essonne) és una intercomunalitat francesa del departament de l'Essonne, a la regió de l'Illa de França.
Creada al 2008, està formada per 38 municipis i la seu es troba a Étampes.

## Municipis
1. Abbéville-la-Rivière
2. Angerville
3. Arrancourt
4. Authon-la-Plaine
5. Blandy
6. Bois-Herpin
7. Boissy-la-Rivière
8. Boissy-le-Sec
9. Boutervilliers
10. Bouville
11. Brières-les-Scellés
12. Brouy
13. Chalo-Saint-Mars
14. Chalou-Moulineux
15. Champmotteux
16. Chatignonville
17. Congerville-Thionville
18. Estouches
19. Étampes
20. Fontaine-la-Rivière
21. La Forêt-Sainte-Croix
22. Guillerval
23. Marolles-en-Beauce
24. Méréville
25. Mérobert
26. Mespuits
27. Monnerville
28. Morigny-Champigny
29. Ormoy-la-Rivière
30. Plessis-Saint-Benoist
31. Puiselet-le-Marais
32. Pussay
33. Roinvilliers
34. Saclas
35. Saint-Cyr-la-Rivière
36. Saint-Escobille
37. Saint-Hilaire
38. Valpuiseaux